# 麥克盧爾普萊斯 (加利福尼亞州)
麥克盧爾普萊斯（英語：McClure Place）是位於美國加利福尼亞州門多西諾縣的一個非建制地區。該地的面積和人口皆未知。

## 地理
麥克盧爾普萊斯的座標為39°47′34″N 123°02′07″W / 39.79278°N 123.03528°W，而該地的平均海拔高度為632米（即2073英尺）。